# 더글라스 TBD 데버스테이터

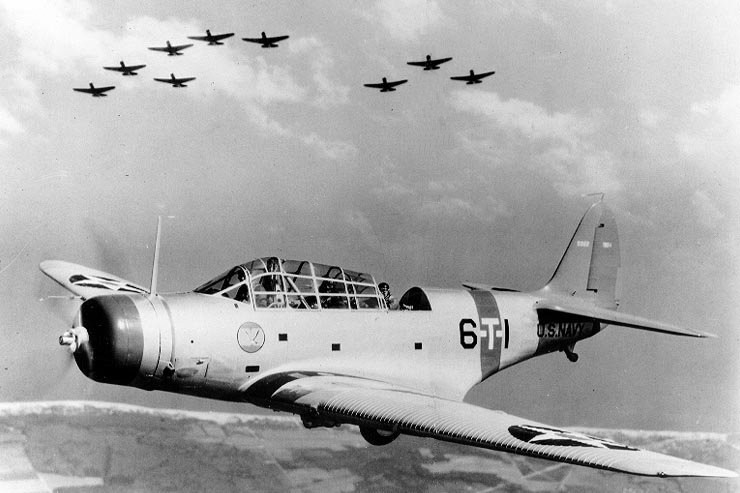
Douglas TBD Devastator

Douglas TBD Devastator

더글라스 TBD 데버스테이터(Douglas TBD Devastator)는 더글라스 사에서 1935년 전간기 당시에 개발한 뇌격기로 미 해군이 최초로 항공모함에서 운용한 단엽기이다. 그 채택 당시에는 혁신적인 설계와 만족할만한 속도로 세계 최고 수준의 뇌격기라는 찬사를 들었지만, 태평양 전쟁이 막 시작된 시기를 기준으로 보면 부실한 스펙이었다. 미국 해군 항공모함에서 운용하는 최초의 단엽기였다.

## 같이 보기
- 97식 함상공격기